# Linaria loeselii
Linaria loeselii là một loài thực vật có hoa trong họ Mã đề. Loài này được Schweigg. mô tả khoa học đầu tiên.